# 新疆地毯

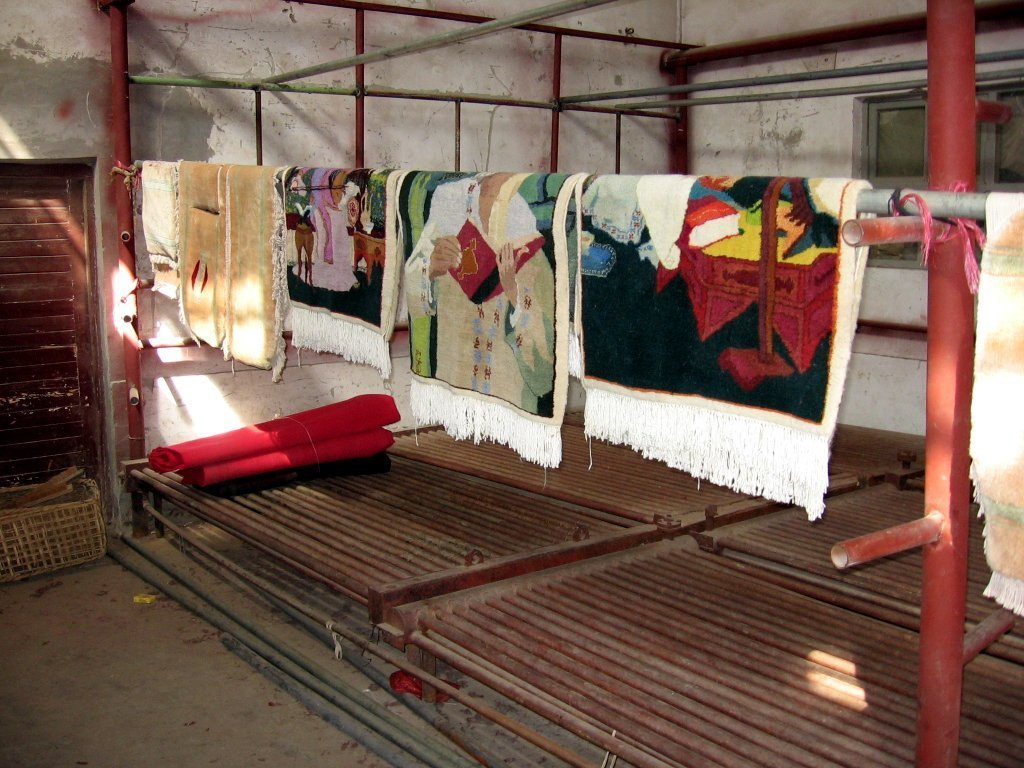
新疆和田地区生产的地毯

新疆地毯（又称维吾尔地毯）是原产于新疆的一类毛纺织品。最早的毛织毯在维吾尔语中称为“帕拉孜”。新疆地毯的诞生最早可追溯到公元前10世纪左右，至今约3000年历史。新疆地毯原料主要为羊毛。栽绒毯是新疆沿用时间最长，使用最为广泛的地毯品种，所以新疆地毯一般认为是指羊毛栽绒毯。新疆地毯往往组织致密，柔软结实，图案纹样新颖多变，色泽浓艳协调，并以制工考究、工艺精湛称誉国内外，被誉为“东方式地毯“或”东方高级地毯“。

## 历史
小河墓地（2002~2005年)和克里雅北方墓地（2008年）的考古发现，说明距今3500～4000年的青铜器时代罗布泊孔雀河流域和塔里木盆地绿洲已有毛绒纤维为主的纺织业。在新疆鄯善县洋海墓群发现的栽绒毯残片，推断出栽绒毯年代约为公元前7、8世纪，或为世界最早的栽绒毯实物。现考古出土的新疆地毯主要来自东汉魏晋时期（3~4世纪）。1980年在罗布泊西岸古楼兰遗址古墓葬中，就发现了大量年代约为魏晋时期的毛织物。

### 丝绸之路

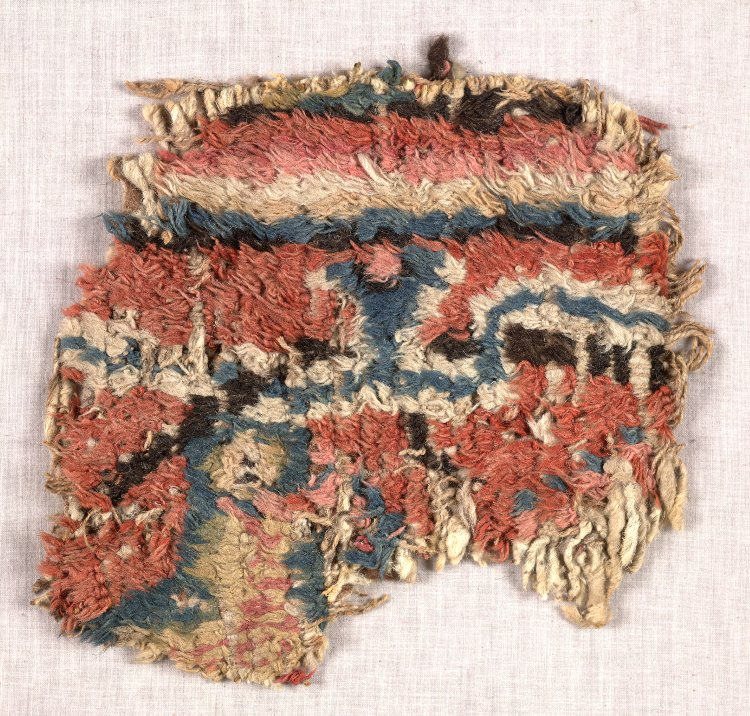
英国考古学家斯坦因于1906~1908年在古楼兰遗址发现的栽绒毯残片。

西汉时期，丝绸之路兴起，新疆地毯和制造工艺开始大范围传播。地毯开始随着当地特产一起传播到中原地区，成为贵重的贡品，被王室宫殿作为生活用品和装饰品使用。受与中原地区贸易、政治交流的影响，新疆开始织造汉族风格的仿织锦毯和仿古毯（博古毯），把折枝花卉、鸟兽、汉文、鼎、货币、宗教等中国传统图案和文化融合在当地毯图案中。
同时新疆地毯通过丝绸之路进入国外市场，并成为当时中国对外贸易的重要商品。地毯沿着丝绸之路传到帕米尔以西的中亚、波斯一带。16世纪 ，新疆地区的地毯已输入到欧美等国。至今英国、美国、德国等多个国家的博物馆都收藏有新疆羊毛地毯或丝毯。公元前1世纪佛教开始传入新疆，魏晋南北朝时期（220-589）佛教进入其发展的鼎盛时期，佛教艺术融入到地毯编织中。新疆开始出现拜佛毯、佛帘毯，图案上融合了轮、宝螺、法伞、白盖、莲花、宝瓶、金鱼、盘长佛门八宝。16世纪初伊斯兰教成为新疆主要宗教，礼拜时所需的加依乃玛孜（拜垫毯）出现，融合伊斯兰风格花卉、几何图形等非装饰图案大幅增加，图案化的阿拉伯文字作花边装饰也开始流行，这种形式一直延续至今。
魏晋时期，随着少数民族东迁，织毯工艺传到中原地区。唐朝，经济繁荣，交通发达，民族交流频繁。新疆地毯在中原得到更大普及，建立起了规模巨大的编织丝毯中心，并设立专门的政府机构“毯坊使”、“毡坊使”管理织毯和制毯。元朝时期，基于蒙古族对地毯的大量需求，地毯产量大增。

### 明清
明清时期，随着商品经济的发展，新疆地毯业迎来黄金时代。地毯种类增多，色彩、图案纹样也丰富多样，地毯技艺日臻成熟。从地域上，逐渐形成和田、莎车、喀什三大织毯中心。在乾隆到光绪年间，地毯被以贡品的形式大量运送到宫廷，使得新疆地毯成为清宫所藏众多地毯中数量最多的地毯:65。新疆维吾尔族织毯匠马托阿洪到宁夏回族地区传授编毯工艺，创建了著名的宁夏地毯业。他的艺徒把织毯技艺传播到了青海、甘肃、陕西、内蒙古包头等地，使得西域地毯技艺被传播到关内。

### 近代
鸦片战争后，新疆市场成为英国、俄国等国争夺之地。但直至1910年，新疆地毯仍是边境贸易的畅销品。和阗（和田）地区地毯被大量运往俄国，作为布哈拉地毯出售。基于国际市场的需求，新疆地毯业一度处于兴旺时期，家庭副业式生产大量增加，地主庄园也建立起地毯作坊。官办织毯工场也开始流行，并成为官府牟取暴利的工具。英、俄两国开始在新疆伊犁、和田等地区投资并设制毯工厂，由于经济上享有免税、领事裁判权及清政府课税不断加重，当地手工业遭到打压，严重影响了新疆织毯业的发展。1912-1933年间军阀统治期间，新疆织毯业被官办工厂垄断，所办地毯厂规模庞大，但效率低下，品种质量显著下降。1942年新疆省政府组建省营手工工场，1944年地毯产量提高到1.7万张。1945年后，国共内战，政局动荡，新疆织毯业一蹶不振。:70-75

### 1949年后

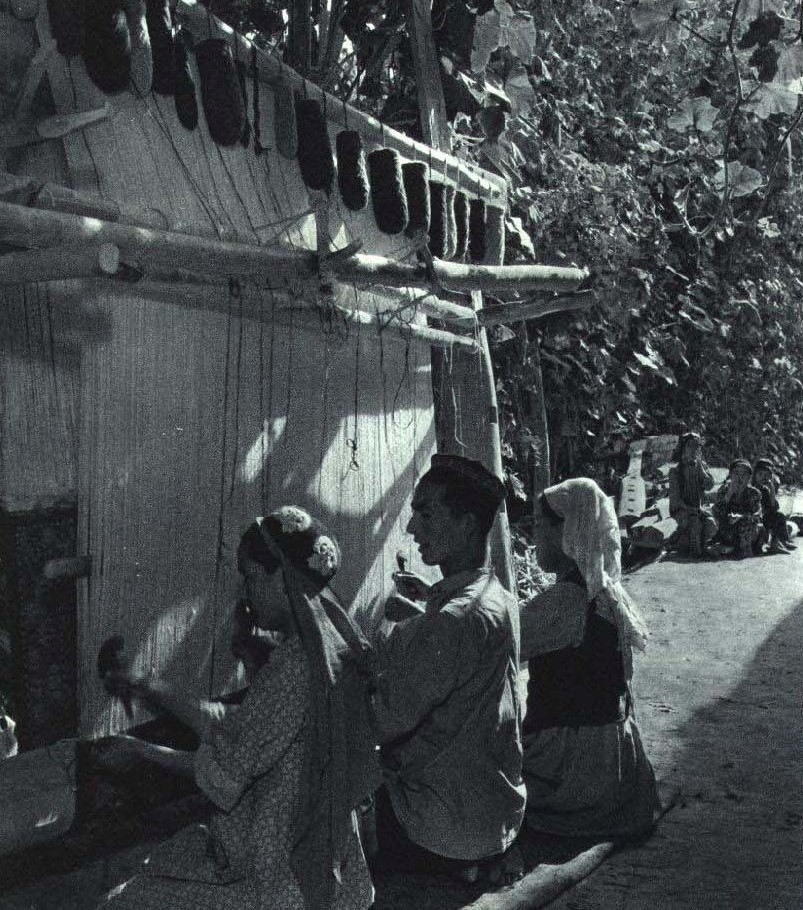
1964年新疆工人正在织毯

中华人民共和国成立后，新疆地毯业开始复兴。1950年，成立著名的和田地毯厂。1956年社会主义改造期间，许多个体手工业者加入了地毯手工业生产合作社，各地亦建立国营和集体所有制地毯厂。在一五计划期间，新疆地毯规模扩大，产量、品种、图案纹样得到大幅度增加，并重新进入国际市场。织毯工艺获得革新， 实行了“施图织毯”新工艺。:7650年代新疆地毯主要向苏联出口，年最高出口量在2~3万平方米。60年代中苏交恶，地毯贸易中断，新疆地毯业遭重创。70、80年代，新疆地毯的生产得到恢复和发展，年出口总量最大达25万平方米。进入21世纪，新疆地毯业开始机械化生产制造，生产效率获得提高。2012年，新疆对外出口地毯2552吨，创收1418万美元。2013年，新疆地毯产量达270万平方米。由于工业化冲击，新疆传统手工制毯工艺被边缘化，织毯艺人减少，新疆传统地毯市场占有份额下滑。2008年，中国政府把“维吾尔族地毯织造技艺”纳入国家级非物质文化遗产名录加以保护。

## 种类
新疆地毯种类繁多，以原料、产地、图案风格、用途分类定名。按原料分，毛经毛纬交织基础组织、用羊毛纱结扣的栽毛毯外，还有用丝毛结扣的丝毛毯和丝线结扣的丝毯，以及瓣结金银的盘金、盘银毯；按产地分，有和田地毯、喀什地毯、博古式地毯、伊朗式地毯等；按风格图案分，有散花式地毯、石榴花地毯、坎勒昆地毯等；按用途分，有拜垫毯、挂毯(壁毯)、炕毯、地毯和各种桌毯、椅垫以及鞍垫等。:6

### 地域
新疆地域辽阔，居民分散，各地文化习俗和所吸收的外来文化均有差异，所以新疆各地地毯也有鲜明的地域特色。如和田地毯纹样富于变化，色泽深沉；莎车地毯纹样粗犷，纹路刚直有力，色泽鲜艳且对比强烈；喀什地毯纹样繁缛严谨，纹路细致丰满，色泽淡雅。

## 图案
新疆地毯图案纹样往往以纹样的来源、内容、用途和民间风趣寓意来分类。传统的新疆地毯图案有：阿娜古丽（石榴花）、开力肯（波浪式）、伊朗努斯卡（伊朗式）、夏姆努斯卡（夏姆/蜡花式）、拜西其切克（五枝花）、艾地亚勒（美术式）、加依乃玛孜（拜垫毯）、着克努斯卡（博古式）、波斯努斯卡（波斯式）。

## 擴展閱讀
- 贾应逸，李文瑛，张亨德. . 苏州: 苏州大学出版社. 2009年12月. ISBN 978-7-81137-421-6.